# Roberto Putelli
Roberto Putelli (Milano, 3 agosto 1969) è un allenatore di calcio ed ex calciatore italiano, di ruolo attaccante, tecnico delle giovanili del Cologno.

## Carriera

### Giocatore
Dopo il debutto in Serie C2 con il Pergocrema (17 reti in tre stagioni), nel 1990 viene acquistato dal Padova, con cui fa il suo esordio in Serie B disputando due campionati con 54 presenze complessive. Nel 1992 passa in prestito al Messina, con cui realizza 7 reti nel campionato di Serie C1 1992-1993 concluso con l'esclusione dei peloritani per inadempienze finanziarie.
Nella stagione successiva, poco dopo l'inizio del campionato, si trasferisce al Fiorenzuola, neopromosso in Serie C1: realizza 5 reti in 12 partite, ma viene frenato da un grave infortunio, che condiziona pesantemente la stagione sua e della squadra. A fine campionato rientra al Padova, nel frattempo promosso in Serie A, e con i biancoscudati esordisce nella massima serie, il 2 ottobre 1994 sul campo del Napoli, partita nella quale rimedia anche un'espulsione. Quella presenze rimane l'unica in Serie A, poiché nel mercato autunnale passa al Siena, in Serie C1. Vi rimane per due stagioni, andando in doppia cifra in entrambe (10 reti nel campionato 1994-1995, 16 in quello successivo), e nel 1996 passa alla SPAL.
La stagione di Ferrara è negativa a livello di squadra (che retrocede in Serie C2), ma Putelli si laurea capocannoniere del campionato con 16 reti realizzate. Si trasferisce quindi al Modena, dove rimane per tre stagioni nelle quali perde progressivamente il posto da titolare. Nel 2000 viene ceduto al Giulianova, dove rimane per poco più di una stagione ritrovando il posto in squadra e realizzando complessivamente 10 reti. Conclude la carriera professionistica tornando al Nord, con le maglie di Pro Sesto e Palazzolo, entrambe in Serie C2.
A metà della stagione 2004-2005 scende in Serie D, con la maglia del Lecco, e successivamente milita in altre formazioni dilettantistiche lombarde: Oggiono (ancora Serie D), Cinisellese, Valle Salimbene, Vimercatese e San Genesio, con cui vince il campionato di Prima Categoria; dopo aver annunciato il ritiro nell'estate 2012, torna sui suoi passi disputando un'ulteriore stagione nella formazione pavese, prima della definitiva interruzione dell'attività nel 2013.

### Allenatore
Dal 2013 allena nelle giovanili del Cologno Monzese.

## Palmarès

### Club

#### Competizioni regionali
- Prima Categoria: 1

San Genesio: 2010-2011

### Individuale
- Capocannoniere della Serie C1: 1

1996-1997 (16 gol)